# Belisana akebona
Belisana akebona  (Japans:アケボノユウレイグモ,Akebono-yūreigumo) is een spinnensoort uit de familie trilspinnen (Pholcidae). De soort komt voor in Japan.